# Партер (борьба)
Парте́р (фр. par terre — на земле) — термин, использующийся в разных видах борьбы, который означает положение борцов, когда хотя бы один из борцов находится в положении лёжа (на боку, на спине, на груди), стоит на коленях, находится в положении мост или полумост. Положение партера может дополнительно определяться как высокий партер (на коленях) и низкий партер (лёжа).
К некоторым национальным видам борьбы, таким как сумо, чидаоба, куреш и другим, термин не применяется, поскольку борьба в них ведётся только в стойке (например, до касания борцовского ковра любой частью тела, кроме ступней, до падения борца на спину и т. п.). В тех видах борьбы, где борьба лёжа разрешена, она регулируется различными правилами при использовании разной техники. Борьба в партере в спортивной борьбе и в смешанных боевых искусствах также отличается.
Борьба в партере является гораздо более энергозатратной борьбой, нежели борьба в стойке.

## Партер в греко-римской и вольной борьбе
Борьба в партере в греко-римской и вольной борьбе является равноправной частью схватки, наряду с борьбой в стойке. Положение партера в этих видах борьбы фиксируется по так называемому «правилу трёх точек» — у одного из борцов три точки находятся в контакте с ковром: две руки и одно колено или два колена и одна рука. 
 В подавляющем большинстве случаев в этих видах борьбы попадание борцов в партер сопряжено с тем, что один из борцов получает баллы за приём. В партере, как и в стойке, главной целью борца остаётся туше, то есть такое положение противника, когда борец прижимает соперника обеими лопатками к ковру достаточное для констатации арбитром время. При этом положение остальных частей тела значения не имеет: главное, чтобы обе лопатки борца одновременно касались ковра в течение короткого времени.
Техника борьбы включает в себя различные захваты и освобождения от них, приемы нападения, защит и контрприёмов. Чаще всего в партере применяются перевороты противника на спину (скручиванием, забеганием, переходом, перекатом прогибом, накатом и разгибанием) и броски противника на спину накатом, наклоном, прогибом и через спину. Также имеется ряд приёмов, связанных с вставанием из положения партера в стойку, с выходом нижнего борца наверх, уходы с моста и дожимы противника, находящегося в критическом положении.
В ходе борьбы в партере оцениваются разнообразные технические действия, включая броски. В частности, таковыми являются:
- проведение приёма (броска или переворота), в результате которого противник попадает в опасное положение или в положение мгновенного туше — 2 балла;
- бросок с отрывом от ковра с малой амплитудой, в результате которого противник сразу попадает в опасное положение — 4 балла;
- бросок с отрывом от ковра с большой амплитудой, немедленно не приводящий к опасному положению — 4 балла;
- бросок с отрывом от ковра с большой амплитудой, немедленно приводящий к опасному положению — 5 баллов.

В греко-римской и вольной борьбе отличают верхнего и нижнего борца, чьи действия в партере регламентируются с некоторой разницей. Так, нижний борец в любой момент времени может, оказывая сопротивление верхнему, подняться в стойку. Верхний же борец не имеет права сам прерывать борьбу в партере и просить о продолжении борьбы в стойке. Однако это правило легко обходится тем, что судья после разумного срока, отведённого верхнему борцу на атаку, останавливает её в партере и переводит в стойку, в том случае, если верхний борец не может выполнить атакующих действий.
В греко-римской борьбе, в отличие от вольной, в партере, как и в стойке, запрещены захваты ниже пояса, а также действия ногами. Более того, нижний борец не имеет права закрываться от захватов верхнего борца, в противном случае он получит сначала замечание, затем предупреждение, которое принесёт сопернику 2 балла.

## Партер в дзюдо
Положение партера в дзюдо называется нэ-вадза. В партере применяется техника катамэ-вадза, или техника обездвиживания, включающая в себя удержания (осаэкоми вадза), удушающие приёмы (симэ вадза), болевые приёмы (кансэцу вадза). В тренировках, для отработки техники, существуют схватки, начинающиеся не в стойках, а на коленях. Под партером обычно понимается ситуация, когда оба из борцов касаются одним из колен татами. В таком случае, проведённые приёмы, относящиеся к технике борьбы в стойке, не оцениваются. Техника нэ-вадза может применяться и в том случае, когда один из борцов поднимается на ноги (для проведения переворота, перехода на болевой приём и т. п.)
Каждое из указанных действий оценивается: правильно проведённые удушающие и болевые приёмы, которые приводят к сдаче противника (или остановке приёма судьёй), оцениваются как чистая победа (иппон). Удержание, то есть контроль борца, касающегося татами спиной, обеими или одной лопаткой, находящегося на мосту, при условии что ноги атакующего не контролируются защищающимся, оценивается в зависимости от продолжительности: 20 секунд — чистая победа (иппон), 10 секунд — вадза-ари. Какие-либо иные действия, проведённые в партере (перевороты, броски), отдельно не оцениваются.
Борьба в партере по правилам дзюдо может быть начата в определённых случаях, а именно:
- Когда борец, завершив бросок, без перерыва переходит в положение борьбы лёжа, продолжая атаковать;
- Когда один из борцов падает в результате неудачной попытки проведения броска, другой борец может воспользоваться неустойчивым положением соперника и перевести его в положение борьбы лежа;
- Когда борец, выполняя в стойке удушающий захват или болевой приём, без перерыва переходит в положение борьбы лёжа;
- Когда один из борцов переводит своего противника в положение борьбы лежа удачным движением, которое не квалифицируется как техника броска;
- В любом другом случае, когда один из борцов падает или почти упал, другой борец может воспользоваться положением своего противника для перевода в положение борьбы лёжа.

Борьба в партере ведётся только до тех пор пока имеется активность, то есть усматривается очевидное продолжение действия. Борьба в партере прекращается арбитром, когда один из борцов встаёт на ноги и его соперник находится у него на спине, или когда один из борцов встаёт на ноги, отрывая от татами соперника, который до этого лежал на спине и обвивает ногами любую часть тела борца. Борьба в партере в любой момент может быть прекращена одним из борцов без наказания. Как правило, это делает борец оказавшийся сверху (например потому, что более уверенно чувствует себя в стойке и отходит, не мешая подняться противнику). Борец, находящийся снизу тоже может подняться в стойку, если преодолеет сопротивление соперника.

## Партер в самбо
Положением партера (положение лёжа) в самбо считается такое положение, когда любой из борцов касается ковра любой частью тела, кроме ступней. Целью борьбы в партере является отказ от продолжения борьбы противником ввиду проведённого болевого приёма (на руку или на ногу) или удержание его на спине в течение определённого времени. Любые броски, произведённые борцом из положения лёжа, не оцениваются, то есть начало броска (начало падения противника) должно приходиться на положение стоя. Однако оцениваются броски соперника, находящегося в разновидностях положения лёжа (на коленях и на руках), при условии, если соперник полностью оторвался от ковра и перевёрнут вокруг горизонтальной оси. Переход в партер без реальных попыток проведения приёма расценивается как уклонение от борьбы и влечёт за собой предупреждение.
В самбо могут быть проведены болевые приёмы на руку или ногу в виде перегибания (рычаг), вращения в суставе (узел), ущемления сухожилий или мышц (ущемление). На проведение болевого приёма отводится 60 секунд с начала его проведения. Атакуемый должен находиться в положении лёжа, и если во время проведения приёма он поднимается в стойку (в случае проведения болевого на руку, с отрывом атакующего от ковра), проведение болевого прекращается судьёй. Болевой приём приводит к чистой победе в схватке.
Удержание в самбо представляет собой положение, когда один из борцов удерживает соперника на спине, прижимая его своим туловищем. В отличие от дзюдо, при этом не имеет значения контроль ног со стороны атакуемого. Удержание оценивается: 20 секунд в 4 балла, более 10 секунд, но менее 20 — в 2 балла. При этом в течение одной схватки набранные баллы за удержание в сумме не могут превышать 4 баллов.
В боевом самбо имеются некоторые особенности борьбы в партере. Так, разрешены удушающие приёмы, а проведение болевого приёма, в случае выхода атакуемого в стойку, не прекращается.